# Indigesti
Indigesti es una banda de hardcore punk italiana, oriunda de Vercelli y surgida a principio de los años ochenta. 

## Historia del grupo
Indigesti nacen en enero de 1982 en Vercelli. De esta primera formación forman parte Rudy Medea (voz), Enrico Giordano (guitarra), Roberto Vernetti (bajo) y Massimo Corradino (batería). Su primera publicación ve la luz en ese mismo año y se trata de un spilt compartido con los milaneses Wretched. Siempre en 1982 Indigesti editan una cinta autoproducida titulada Sguardo Realtà que luego será reeditada por el sello estadounidense Bad Compilation Tapes. La banda se separa en el año 1983. En el verano de 1985 la banda comienza una gira europea de la que regresan con un álbum titulado Osservati dall'inganno publicado por el recién surgido sello de la revista TVOR on vinyl.  En 1986 el sello estadounidense BC Tapes & Records publicó el EP titulado The Sand Through The Green. En 1992 Roberto Vernetti forma parte de Aeroplanitaliani de los que fue productor de estilo electrónico.